# Lugnet och Skälsmara
Lugnet och Skälsmara är en av SCB avgränsad och namnsatt tätort på Ingarö, i Värmdö kommun, Stockholms län. Tätorten omfattar bebyggelse i de två småhusområdena.

## Befolkningsutveckling
| Befolkningsutvecklingen i Lugnet och Skälsmara 1990–2020                                                      | Befolkningsutvecklingen i Lugnet och Skälsmara 1990–2020 | Befolkningsutvecklingen i Lugnet och Skälsmara 1990–2020 | Befolkningsutvecklingen i Lugnet och Skälsmara 1990–2020 | Befolkningsutvecklingen i Lugnet och Skälsmara 1990–2020 |
| --- | -------------------------------------------------------- | -------------------------------------------------------- | -------------------------------------------------------- | -------------------------------------------------------- |
| |                                                          |                                                          |                                                          |                                                          |
| År |                                                          |                                                          | Folkmängd                                                | Areal (ha)                                               |
| 1990 | 1990                                                     |                                                          | 239                                                      | 167#                                                     |
| 1995 | 1995                                                     |                                                          | 319                                                      | 192#                                                     |
| 2000 | 2000                                                     |                                                          | 475                                                      | 193#                                                     |
| 2005 | 2005                                                     |                                                          | 555                                                      | 200                                                      |
| 2010 | 2010                                                     |                                                          | 625                                                      | 199                                                      |
| 2015 | 2015                                                     |                                                          | 723                                                      | 384                                                      |
| 2020 | 2020                                                     |                                                          | 701                                                      | 292                                                      |
| Anm.: Ny tätort 2005 (räknades tidigare som småort på grund av för hög andel fritidsbebyggelse) # Som småort. |                                                          |                                                          |                                                          |                                                          |